# Động mạch âm đạo
Động mạch âm đạo là một động mạch trong khoang bụng và là mạch cung cấp chính của âm đạo, đồng thời động mạch này cũng dẫn các nhánh đến tiền đình âm đạo, trực tràng và bàng quang tiết niệu.

## Cấu trúc

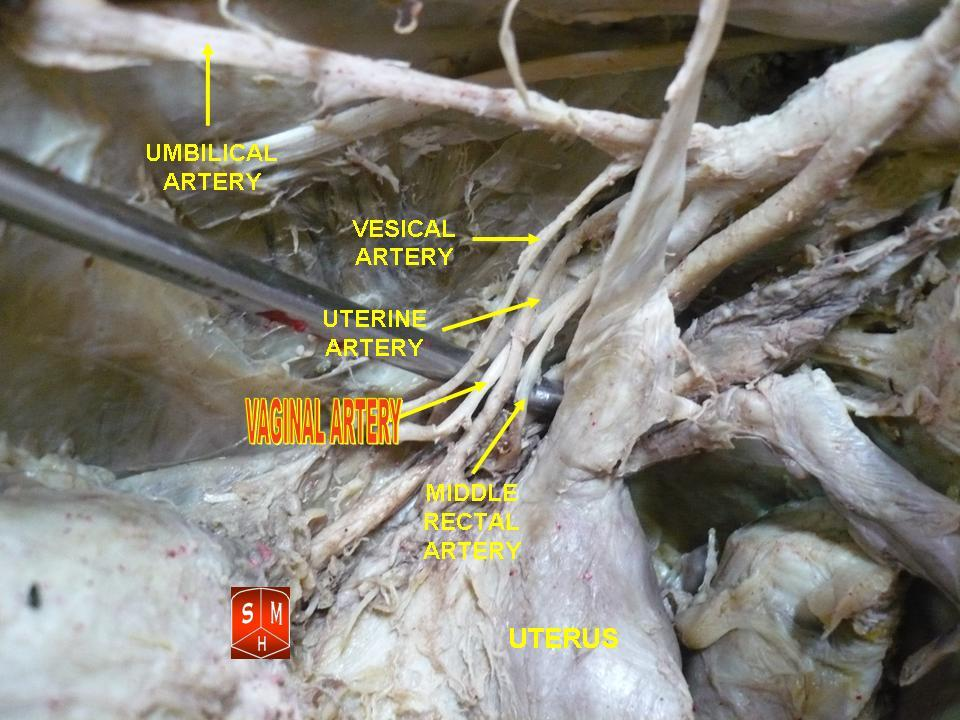
Động mạch âm đạo

Động mạch âm đạo là một nhánh của động mạch chậu trong. Một số nguồn cho rằng động mạch âm đạo có thể phát sinh từ động mạch tử cung, nhưng cách nói này dùng để chỉ nhánh âm đạo của động mạch tử cung (động mạch azygos của âm đạo).
Động mạch âm đạo thường có hai hoặc ba nhánh. Chúng đi xuống âm đạo, cung cấp màng nhầy và thông nối với các nhánh từ động mạch tử cung. Ngoài ra, động mạch này cũng dẫn các nhánh đến tiền đình, đáy bàng quang và phần tiếp giáp của trực tràng.
Một số văn bản coi động mạch này tương đồng và thay thế cho động mạch bàng quang dưới ở nam. Các văn bản khác lại cho rằng động mạch bàng quang dưới đều có mặt ở cả nam và nữ và trong những trường hợp này, động mạch bàng quang dưới ở phụ nữ là một nhánh nhỏ của động mạch âm đạo.

## Chức năng
Động mạch âm đạo cung cấp máu chứa oxy cho thành cơ của âm đạo, cùng với động mạch tử cung và động mạch thẹn trong. Nó cũng cung cấp máu cho cổ tử cung, cùng với động mạch tử cung.

## Ở các loài động vật khác
Ở ngựa, động mạch âm đạo có thể bị xuất huyết sau khi sinh, do đó có thể gây tử vong.